# Municipio de Harrison (condado de Paulding)
El municipio de Harrison (en inglés: Harrison Township) es un municipio ubicado en el condado de Paulding en el estado estadounidense de Ohio. En el año 2010 tenía una población de 1459 habitantes y una densidad poblacional de 15,61 personas por km².

## Geografía
El municipio de Harrison se encuentra ubicado en las coordenadas 41°6′51″N 84°44′20″O / 41.11417, -84.73889. Según la Oficina del Censo de los Estados Unidos, el municipio tiene una superficie total de 93.44 km², de la cual 93,41 km² corresponden a tierra firme y (0,04 %) 0,03 km² es agua.

## Demografía
Según el censo de 2010, había 1459 personas residiendo en el municipio de Harrison. La densidad de población era de 15,61 hab./km². De los 1459 habitantes, el municipio de Harrison estaba compuesto por el 96,85 % blancos, el 0,34 % eran afroamericanos, el 0,48 % eran amerindios, el 0,07 % eran isleños del Pacífico, el 1,03 % eran de otras razas y el 1,23 % eran de una mezcla de razas. Del total de la población el 3,84 % eran hispanos o latinos de cualquier raza.